# Quattroruote

Francobollo che raffigura la prima copertina della rivista con il disegno dell'Alfa Romeo Giulietta.

Quattroruote è un periodico mensile italiano di automobilismo.
Fondato da Gianni Mazzocchi nel febbraio 1956 con l'obiettivo di creare una rivista per il «guidatore medio», ebbe a disposizione già dall'anno successivo l'archivio dell'Auto Italiana dall'Editoriale Domus, ben presto divenendo la pubblicazione di settore più venduta in Italia.
Negli anni ha esteso la sua diffusione, stringendo accordi con diverse testate internazionali, in nazioni quali Russia, Cina, Romania e nel 2007 in Inghilterra, inaugurando una partnership con Top Gear.

## La sede
Dal 1978 la sede di Quattroruote è a Rozzano, dove si trova anche il museo storico di proprietà della rivista.

## Direttori
- Gianni Mazzocchi: dalla fondazione alla morte (ottobre 1984)
- Raffaele Mastrostefano:  da ottobre 1984 ad aprile 1996
- Mauro Coppini: da maggio 1996 a giugno 2000
- Mauro Tedeschini: dal 5 luglio 2000 al 13 luglio 2010
- Carlo Cavicchi: dal 14 luglio 2010 al maggio 2014
- Gian Luca Pellegrini: da giugno 2014

## L'Automotive Safety Centre (ASC)
A Vairano, in provincia di Pavia, si trova invece l'Autodromo di Vairano, la pista di proprietà della testata, in cui vengono effettuate le prove dei veicoli.
L'autodromo, chiamato Automotive Safety Centre (ASC), fu inaugurato nel 1995, e presenta 4500 metri di piste, 1800 dei quali fanno parte del rettilineo principale, dove si effettuano le prove di accelerazione.
Durante queste prove, nelle quali nessuna auto è autorizzata a usufruire del tracciato per ulteriori test, si possono toccare i 300 km/h e avere ancora tutto lo spazio necessario a un arresto della vettura in piena sicurezza. Il percorso è omologato dalla FIA per i test di Formula 1.

### Il circuito handling
Collegato all'area test di velocità, il circuito handling, utilizzato per le prove di agilità delle autovetture, ha curve e chicane di vario raggio dove si possono evidenziare le caratteristiche sovrasterzanti o sottosterzanti delle auto in prova.

### Area test SUV
Area test dedicata ai SUV è adiacente al rettilineo dell'ASC, e qui vengono messe alla prova le attitudini dei fuoristrada al ribaltamento e alla guida fuoristrada.

## Guida sicura
Quattroruote organizza anche dei corsi di guida sicura su un'area di circa 17.000 m² dove gli allievi guidati da esperti istruttori, vengono istruiti sulle migliori tecniche di guida sia sul bagnato sia sull'asciutto e a prove di agilità e spazio di arresto.